# Saison WNBA 2008
Navigation
Saison 2007 Saison 2009
La saison WNBA 2008 est la 12e saison de la WNBA. La saison régulière se déroule du 17 mai au 15 septembre 2008. Les playoffs commencent le 18 septembre 2008, et se sont terminés le 5 octobre 2008, avec le dernier match des finales WNBA remporté par le Shock de Détroit aux dépens des Silver Stars de San Antonio 3 manches à 0.
Le Shock remporte un 3e titre de champions WNBA, après ceux de 2003 et 2006.

## Faits notables
- Le All-Star Game 2008 n'est été organisé en raison de l'interruption de la saison entre le 28 juillet et le 28 août due aux Jeux olympiques. C'est la première fois depuis l'instauration de cet événement en 1999 que ce match n'a pas lieu.
- La WNBA annonce le 18 octobre 2007 la création d'une nouvelle franchise située à Atlanta, Géorgie[1]. Le nom de la franchise, Dream d'Atlanta, est dévoilée le 6 avril 2008, le jour de la draft expansion pour constituer l'équipe. C'est la 14e équipe de la ligue.
- Le premier choix de la draft, qui se tient le 9 avril 2008 à Tampa, Floride est Candace Parker.
- Candace Parker devient la deuxième joueuse de l'histoire à dunker lors d'un match de saison régulière.
- Candace Parker remporte les trophées de rookie de l'année et de MVP de la saison régulière. C'est la première fois dans l'histoire de la WNBA et la troisième fois dans l'histoire du basket-ball professionnel américain que ces deux trophées sont remportés la même année par la même personne.
- Pour la première fois de l'histoire de la ligue, le champion en titre, le Mercury de Phoenix ne se qualifie pas pour les playoffs WNBA.
- La nouvelle franchise du Dream d'Atlanta réalise la plus longue série de matchs sans victoire, avec un début de saison ponctuée par 17 rencontres sans en gagner une seule.
- Une bagarre éclate lors d'un match entre le Shock de Détroit et les Sparks de Los Angeles[2], qui résulte par quatre expulsions et dix joueuses suspendues.
- À la suite de cet événement et à la suspension de cinq joueuses de Detroit, Nancy Lieberman signe un contrat pour un match avec le Shock de Détroit, devenant ainsi, à l'âge de 50 ans, la joueuse la plus âgée à disputer un match en WNBA. Elle joue 9 minutes et fait deux passes décisives.

## Classement de la saison régulière

### Par conférence
V = victoires, D = défaites, PCT = pourcentage de victoires, GB = retard (en nombre de matchs)
| Équipe                | V  | D  | PCT. | GB |
| --------------------- | -- | -- | ---- | -- |
| Shock de Détroit      | 22 | 12 | 64,7 | -  |
| Sun du Connecticut    | 21 | 13 | 61,8 | 1  |
| Liberty de New York   | 19 | 15 | 55,9 | 3  |
| Fever de l'Indiana    | 17 | 17 | 50,0 | 5  |
| Sky de Chicago        | 12 | 22 | 35,3 | 10 |
| Mystics de Washington | 10 | 24 | 29,4 | 12 |
| Dream d'Atlanta       | 4  | 30 | 11,8 | 18 |

| Équipe                      | V  | D  | PCT. | GB |
| --------------------------- | -- | -- | ---- | -- |
| Silver Stars de San Antonio | 24 | 10 | 70,6 | -  |
| Storm de Seattle            | 22 | 12 | 64,7 | 2  |
| Sparks de Los Angeles       | 20 | 14 | 58,8 | 4  |
| Monarchs de Sacramento      | 18 | 16 | 52,9 | 6  |
| Comets de Houston           | 17 | 17 | 50,0 | 7  |
| Lynx du Minnesota           | 16 | 18 | 47,1 | 8  |
| Mercury de Phoenix          | 16 | 18 | 47,1 | 8  |

| Qualifié pour les playoffs |

## Playoffs
|  | Premier tour     | Premier tour                | Premier tour |                             |   | Finales de Conférence       | Finales de Conférence | Finales de Conférence |  |  | Finales WNBA | Finales WNBA     | Finales WNBA |
|  |                  |                             |              |                             |   |                             |                       |                       |  |  |              |                  |              |
|  | 1                | Shock de Détroit            | 2            |                             |   |                             |                       |                       |  |  |              |                  |              |
|  | 4                | Fever de l'Indiana          | 1            |                             |   |                             |                       |                       |  |  |              |                  |              |
|  | 4                | Fever de l'Indiana          | 1            |                             | 1 | Shock de Détroit            | 2                     |                       |  |  |              |                  |              |
|  | Conférence Est   |                             |              |                             | 1 | Shock de Détroit            | 2                     |                       |  |  |              |                  |              |
|  |                  |                             | 3            | Liberty de New York         | 1 |                             |                       |                       |  |  |              |                  |              |
|  | 2                | Sun du Connecticut          | 3            | Liberty de New York         | 1 | 1                           |                       |                       |  |  |              |                  |              |
|  | 2                | Sun du Connecticut          |              |                             |   | 1                           |                       |                       |  |  |              |                  |              |
|  | 3                | Liberty de New York         | 2            |                             |   |                             |                       |                       |  |  |              |                  |              |
|  |                  |                             |              |                             |   |                             |                       |                       |  |  | E1           | Shock de Détroit | 3            |
|  |                  |                             | O1           | Silver Stars de San Antonio | 0 |                             |                       |                       |  |  |              |                  |              |
|  | 1                | Silver Stars de San Antonio | 2            |                             |   |                             |                       |                       |  |  |              |                  |              |
|  | 4                | Monarchs de Sacramento      | 1            |                             |   |                             |                       |                       |  |  |              |                  |              |
|  | 4                | Monarchs de Sacramento      | 1            |                             | 1 | Silver Stars de San Antonio | 2                     |                       |  |  |              |                  |              |
|  | Conférence Ouest |                             |              |                             | 1 | Silver Stars de San Antonio | 2                     |                       |  |  |              |                  |              |
|  |                  |                             | 3            | Sparks de Los Angeles       | 1 |                             |                       |                       |  |  |              |                  |              |
|  | 2                | Storm de Seattle            | 3            | Sparks de Los Angeles       | 1 | 1                           |                       |                       |  |  |              |                  |              |
|  | 2                | Storm de Seattle            |              |                             |   | 1                           |                       |                       |  |  |              |                  |              |
|  | 3                | Sparks de Los Angeles       | 2            |                             |   |                             |                       |                       |  |  |              |                  |              |

## Leaders de la saison régulière

Candace Parker avec les Lady Vols, future MVP et Rookie de l'année.

| Catégorie                  | Joueur                         | Équipe                                          | Statistiques |
| -------------------------- | ------------------------------ | ----------------------------------------------- | ------------ |
| Points par match           | Diana Taurasi                  | Mercury de Phoenix                              | 24,1         |
| Rebonds par match          | Candace Parker                 | Sparks de Los Angeles                           | 9,5          |
| Passes décisives par match | Lindsay Whalen                 | Sun du Connecticut                              | 5,4          |
| Interceptions par match    | Alexis Hornbuckle              | Shock de Détroit                                | 2,3          |
| Contres par match          | Lisa Leslie                    | Sparks de Los Angeles                           | 2,9          |
| % aux tirs                 | Sancho Lyttle                  | Comets de Houston                               | 58,2 %       |
| % aux lancers francs       | Becky Hammon                   | Silver Stars de San Antonio                     | 93,7 %       |
| % à 3 points               | Edwige Lawson-Wade Lisa Willis | Silver Stars de San Antonio Liberty de New York | 46,8 %       |

## Récompenses individuelles

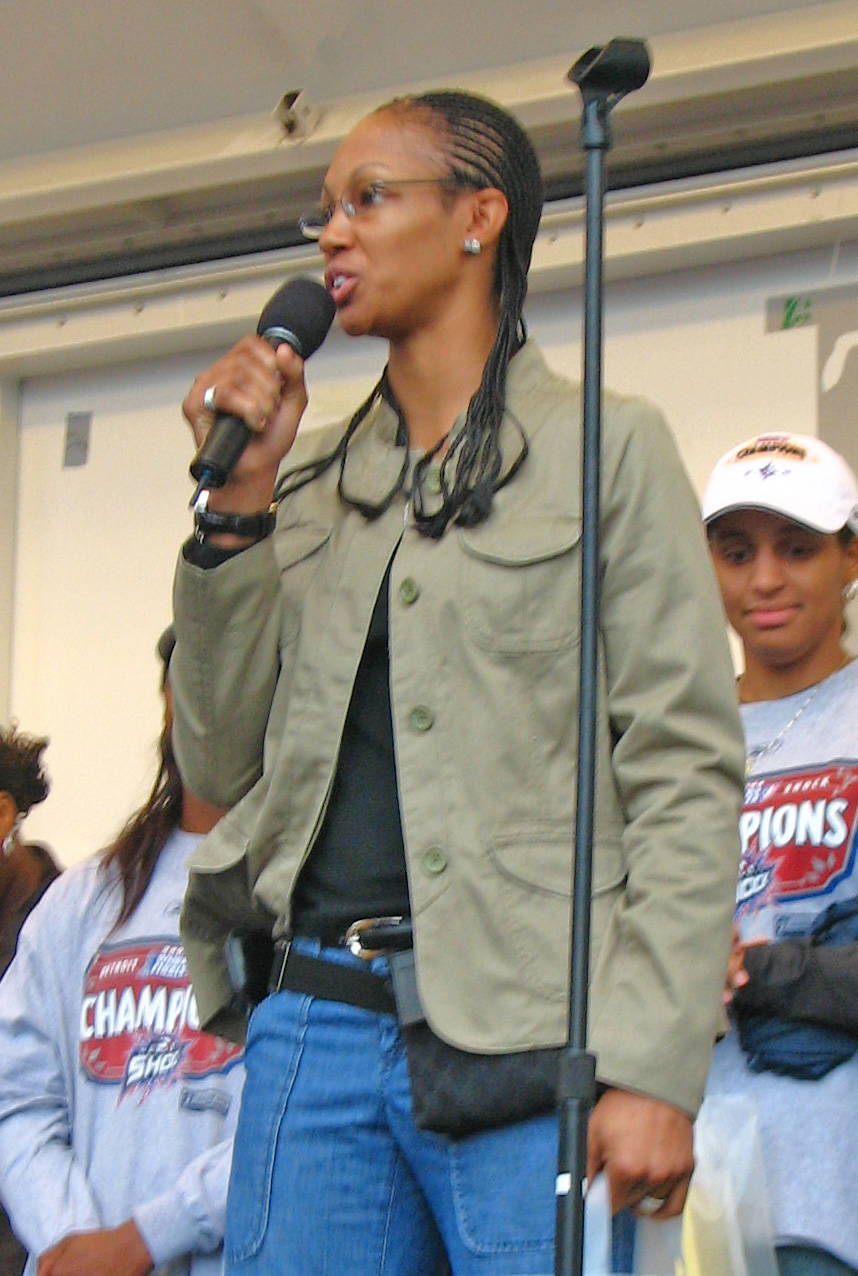
Deanna Nolan, dans le meilleur cinq de la ligue.

| - Meilleure joueuse de la saison : - Meilleure joueuse des Finales : - Rookie de l'année : - Meilleure défenseure de la saison : - Meilleure sixième femme : - Meilleure progression : - Entraîneur de l'année : - Trophée Kim Perrot de la sportivité : | Candace Parker (Sparks de Los Angeles) Katie Smith (Shock de Détroit) Candace Parker (Sparks de Los Angeles) Lisa Leslie (Sparks de Los Angeles) Candice Wiggins (Lynx du Minnesota) Ebony Hoffman (Fever de l'Indiana) Mike Thibault (Sun du Connecticut) Vickie Johnson (Silver Stars de San Antonio) |

| - All-WNBA First Team : G Lindsay Whalen (Sun du Connecticut) F Diana Taurasi (Mercury de Phoenix) F Candace Parker (Sparks de Los Angeles) F Sophia Young (Silver Stars de San Antonio) C Lisa Leslie (Sparks de Los Angeles) | - All-WNBA Second Team : G Sue Bird (Storm de Seattle) G Becky Hammon (Silver Stars de San Antonio) G Deanna Nolan (Shock de Détroit) F Asjha Jones (Sun du Connecticut) F Lauren Jackson (Storm de Seattle) |

| - WNBA All-Defensive First Team : F Ticha Penicheiro (Monarchs de Sacramento) F Tamika Catchings (Fever de l'Indiana) C Lisa Leslie (Sparks de Los Angeles) F Sophia Young (Silver Stars de San Antonio) G Tully Bevilaqua (Fever de l'Indiana) | - WNBA All-Defensive Second Team : F Rebekkah Brunson (Monarchs de Sacramento) F Lauren Jackson (Storm de Seattle) C Sylvia Fowles (Sky de Chicago) F Katie Smith (Shock de Détroit) G Deanna Nolan (Shock de Détroit) |

| - WNBA All-Rookie First Team : Candice Wiggins (Lynx du Minnesota) Matee Ajavon (Comets de Houston) Amber Holt (Sun du Connecticut) Candace Parker (Sparks de Los Angeles) Nicky Anosike (Lynx du Minnesota) Sylvia Fowles (Sky de Chicago) |